# SNP (ファイルフォーマット)
SNPファイルフォーマットは、Microsoft Accessでレポートのスナップショットを単一ファイルに保存するために使用されていたファイルフォーマットである。Microsoft社から無料で入手できるWindowsプログラム「Microsoft Snapshot Viewer」で、Accessを必要とせずにレポート出力を表示および印刷できる。Access 2010以降のバージョンではSNPの対応が廃止され、多くのプラットフォームで表示可能なPDF、XPS、Excel形式でレポートをエクスポートできるようになった。
SNPファイルフォーマットは、Microsoft 複合ファイルバイナリフォーマット（CFBF）に基づいている。CFBFは複数のファイルやディレクトリなどを格納できるシンプルなコンテナフォーマットであり、SNPファイルの場合、AccessはCFBFを使用して各ページを、ページの再現に必要なすべてのグラフィックスコマンドを含めて、拡張メタファイル（EMF）のような形式で個別に保存する。 
SNPファイルの最終CFBFレコードは、DEVMODE構造体を主として含む「HEADER」ファイルとなっている。Microsoft Snapshot ViewerでSNPファイルをレンダリングする際に、事前に選択されたデフォルトのプリンターと組み合わせてこの構造体のデータが使用される。 
CFBFには圧縮機能がないので、SNPではMicrosoftのCAB形式を使用してCFBFのサイズを縮小する。テキストや単純な図形（ライン、ボックスなど）の1ページのサイズは数キロバイトになりえる。